# Sacré Cœur-bazilika
A Sacré Cœur-bazilika (franciául: Basilique du Sacré-Cœur), vagyis a Szent Szív-bazilika egy párizsi római katolikus templom. A román és bizánci hatásokat magán viselő bazilika a város legmagasabb pontján (129 méter), a Montmartre-on áll.

## Építése
A fehér kőépület felépítését 1871-ben, a Poroszország elleni háború elvesztése után határozták el. A templom megálmodója két párizsi polgár, Hubert Rohault de Fleury és Alexandre Legentil volt, akik a háború alatt tettek fogadalmat a templom megépítésére. A templomot annak az 58 ezer francia katona emlékének szentelték, aki a poroszok elleni háborúban esett el. Az építkezés költsége negyvenmillió frank volt. A költségeket adományokból fedezték, a donátorok nevét kőbe vésték.
A helyválasztást nem csak az indokolta, hogy a hegyen álló templom Párizs jelentős részéről látható, hanem a hegy legendája is. A Montmartre azt jelenti magyarul, hogy Mártírok-hegye. Az elnevezés arra utal, hogy a hagyomány szerint ezen a helyen halt meg hitéért Szent Dénes, Párizs első püspöke és több követője a 3. század végén.
Az építkezés 1875-ben kezdődött, de a templomot csak 44 év múlva, 1919. október 16-án szentelték fel. A tervező Paul Abadie volt.

## Az épület
A bazilika görög kereszt alaprajzú. A templomnak öt kupolája van, belsejét márvány és mozaik borítja. Az épület 85 méter széles, 35 méter hosszú. A kupola 55 méter magas és 16 méter széles. A kupola legmagasabb pontja 83 méter.
A főbejárat két oldalán Jeanne d’Arc és Szent Lajos bronzszobra áll, amelyet Hippolyte Lefèbvre készített. Az áldást osztó Jézus alakja egy falmélyedésben kapott helyet.
- Nagy Krisztus-mozaik - a szentély feletti boltívet Luc-Oliver Merson munkája, a Nagy Krisztus-mozaik borítja, amely 1900 és 1922 között készült.[1] A mozaik Franciaország Szent Szív iránti elkötelezettségét jelképezi. A mozaik 475 négyzetméteres, a világ legnagyobb ilyen alkotása.[3][5]
- Kripta - a boltíves kriptában őrzik az építkezés egyik támogatója, Alexandre Legentil szívét.
- Bronzajtók - az ajtókat az utolsó vacsorát és Jézus életének más eseményeit megörökítő domborművek díszítik.
- Harangtorony - az épület mellett álló harangtorony 84 méter magas, harangja 19 tonnát nyom.[3] A harang a savoyai egyházkerület ajándékaként került Párizsba. A harangot 1885-ben öntötték Annecyban.[1]
- Ólomüveg ablakok - 1903 és 1920 között készültek, de a második világháború alatt, 1944-ben, súlyosan megrongálódtak. Az ablakokat 1946-ban restaurálták.

## Galéria

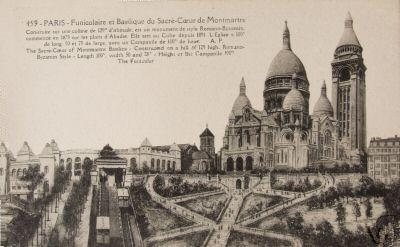
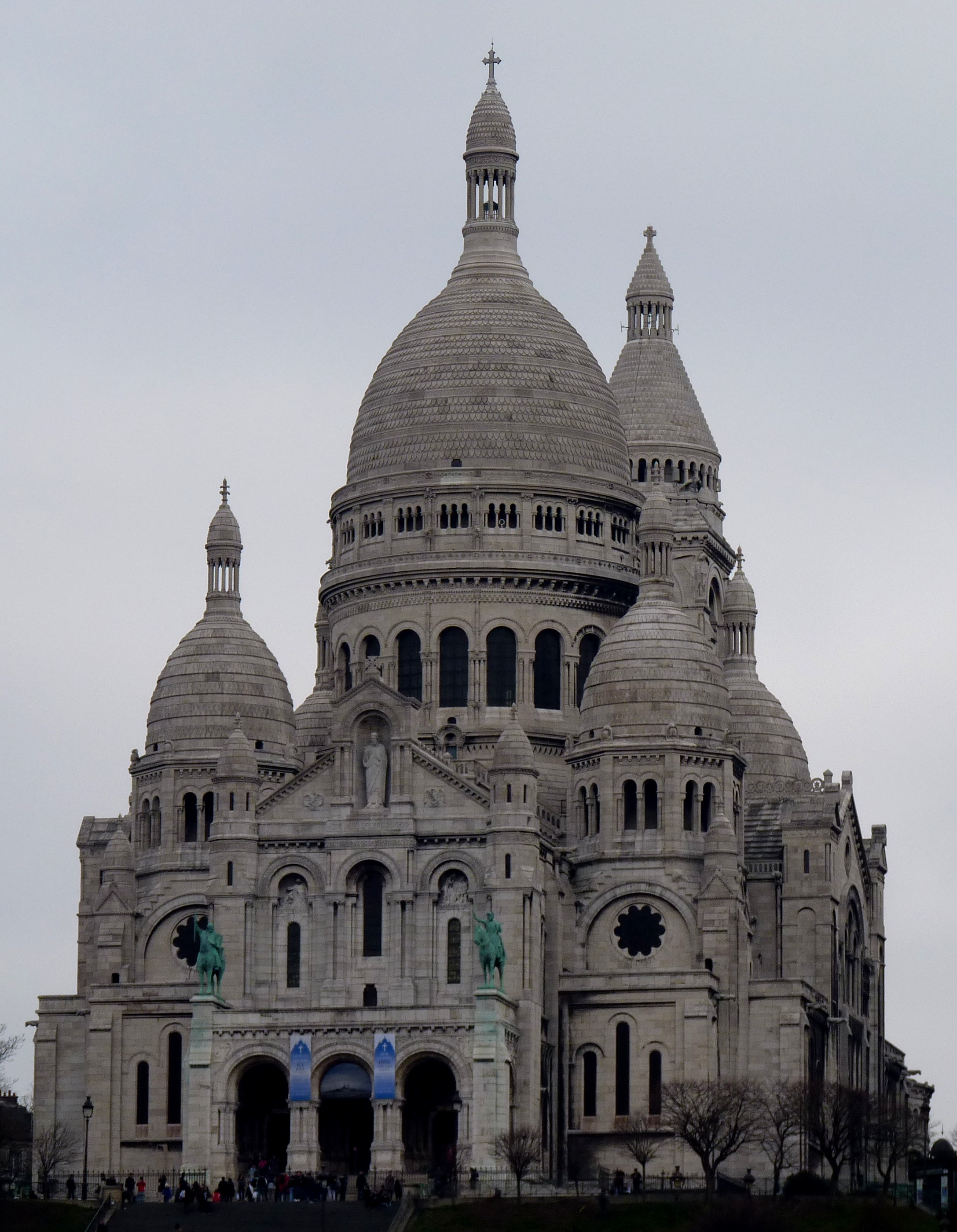
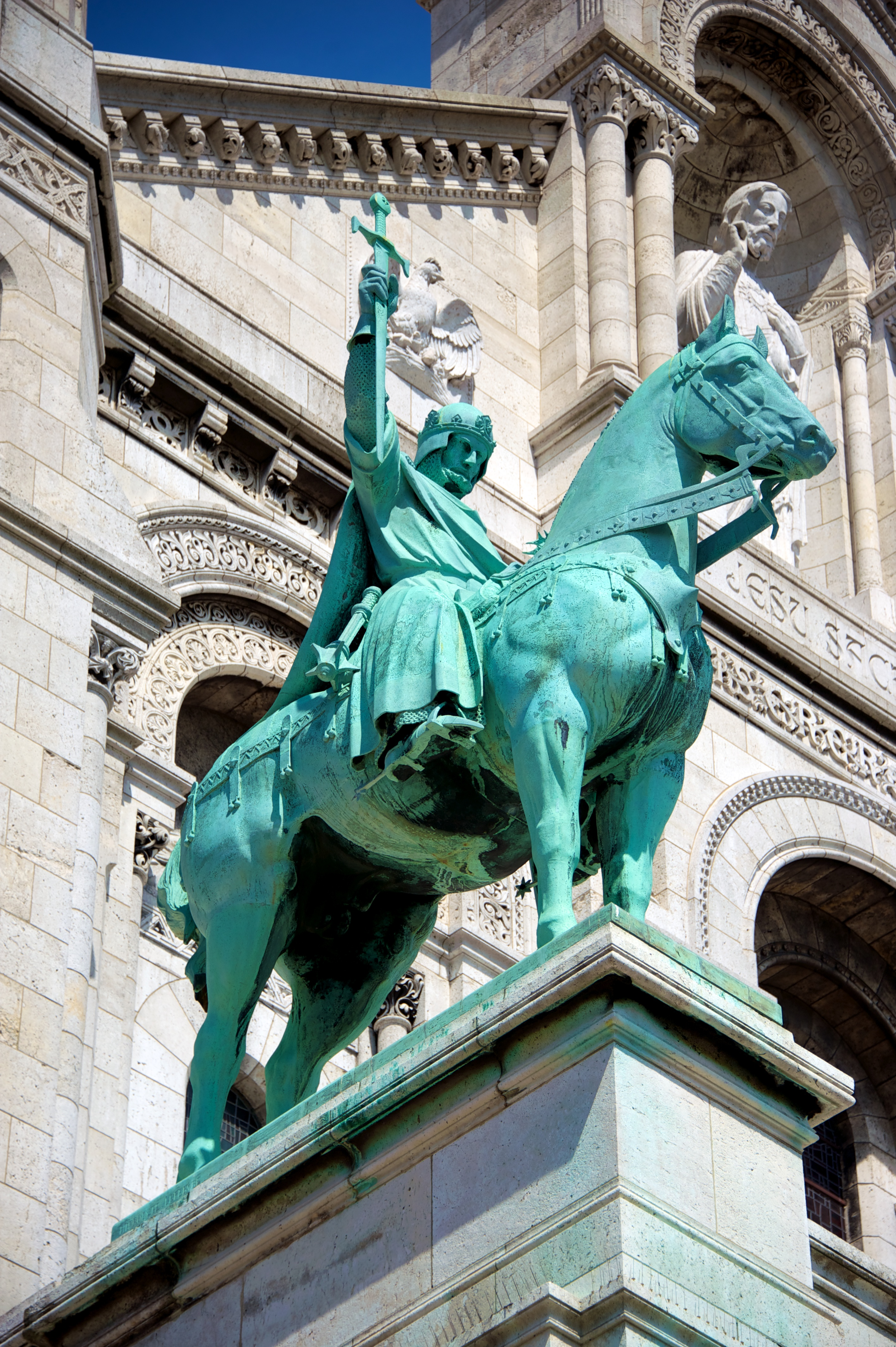
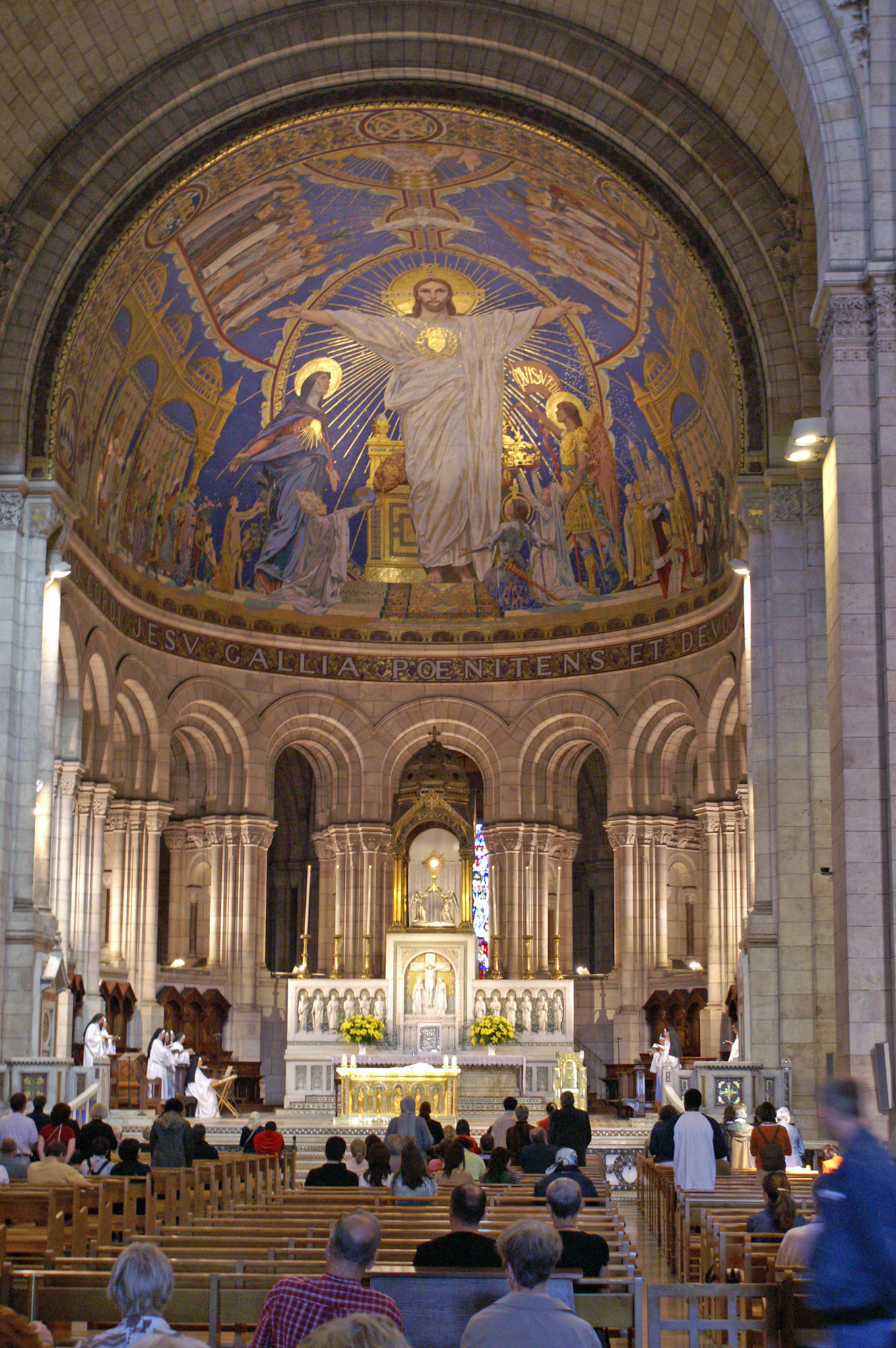
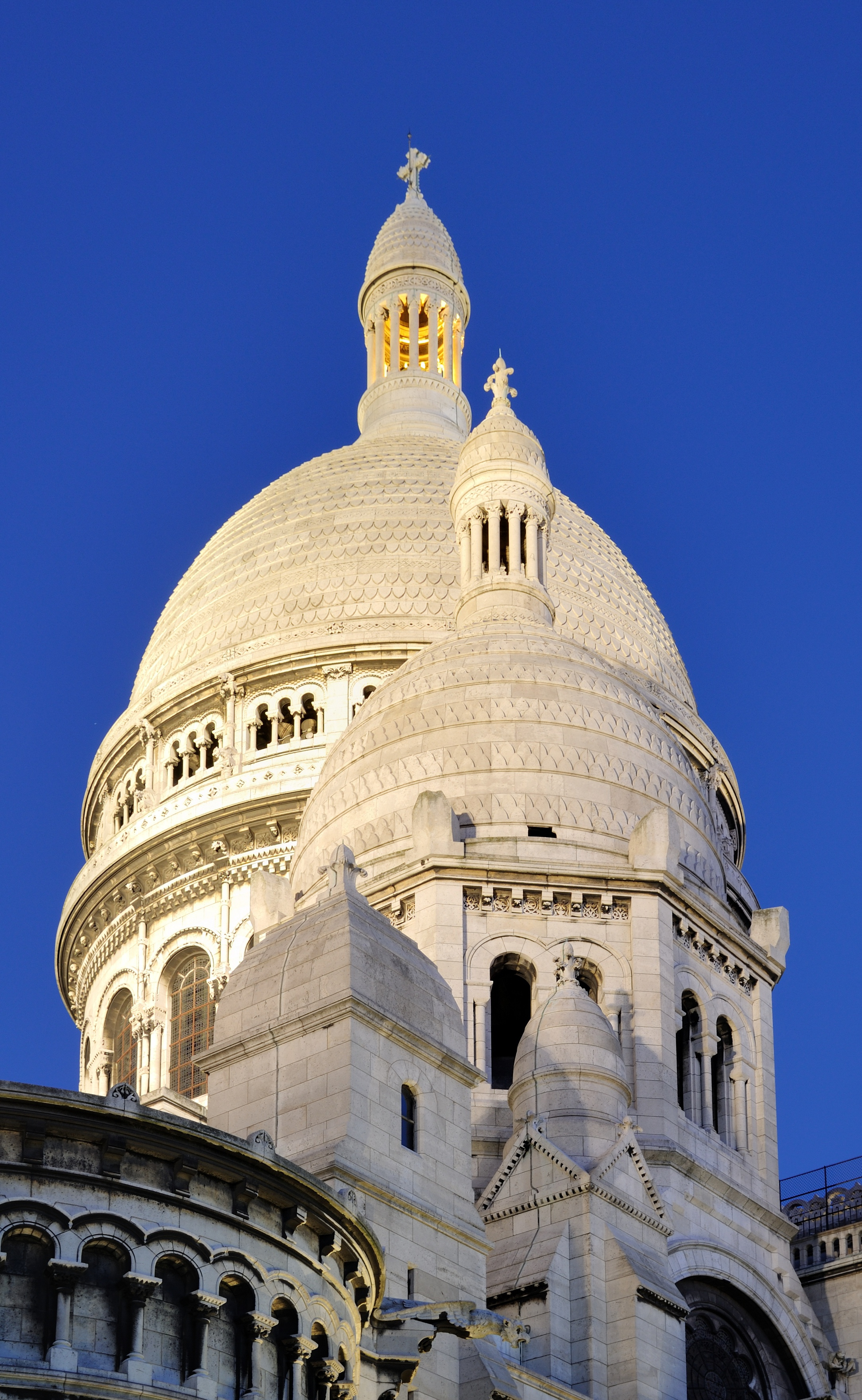
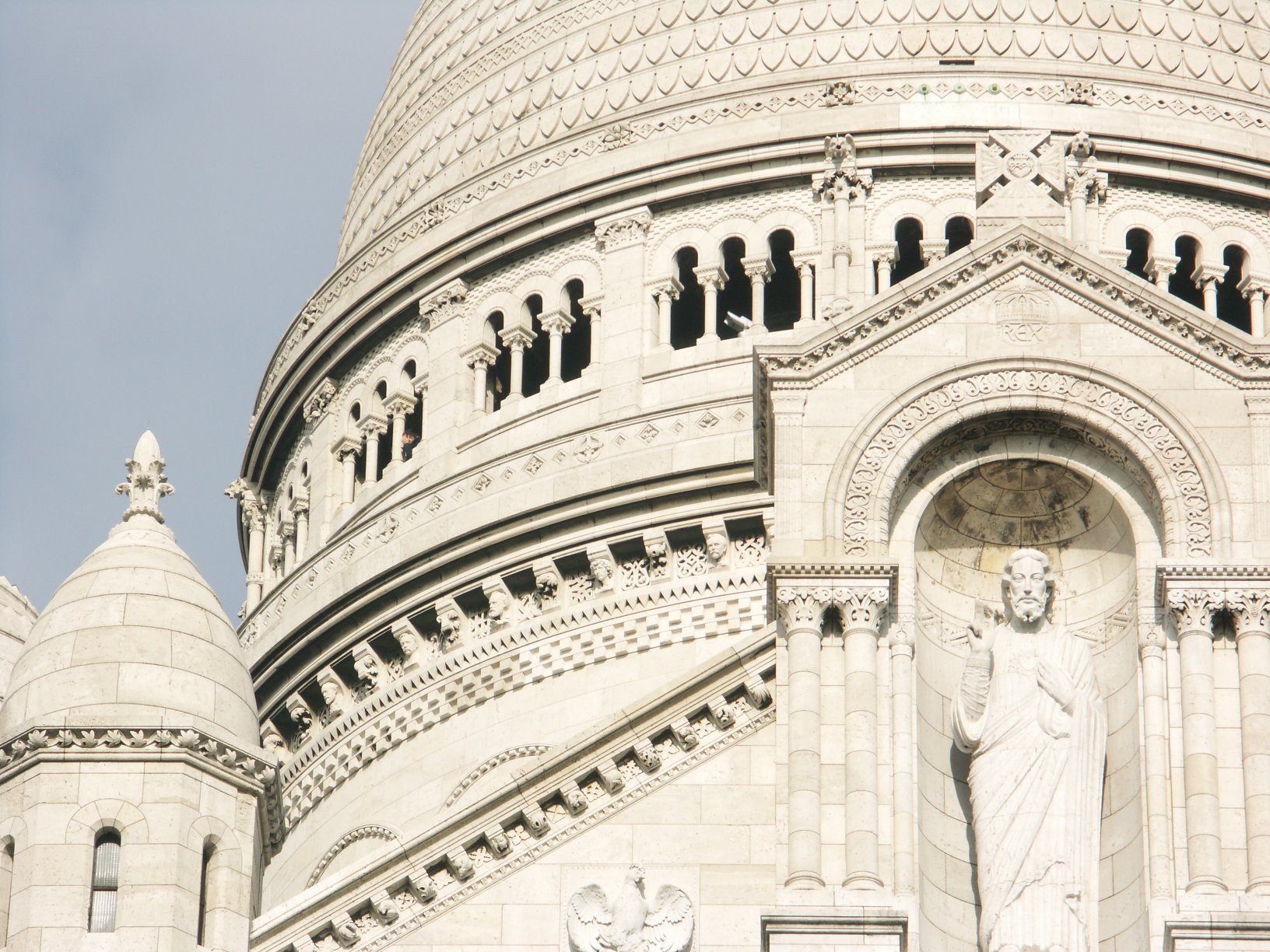